# 凯尔西·史密斯-布里格斯之死
凯尔西·谢尔顿·史密斯-布里格斯（英語：Kelsey Shelton Smith-Briggs，2002年12月28日—2005年10月11日）是一位遭到其家人虐待的美國女童。她後來被發現死于其生母雷·道恩·史密斯與继父麥克·李·波特的家中，其死亡被判定是一場謀殺。在2005年1月至其死亡後，凱爾西一直被俄克拉荷馬州人事服務部密切觀察。

## 外部鏈接
- Kelsey Briggs Story on You Tube （页面存档备份，存于）
- Snopes.com Kelsey Briggs
- Oklahoma Statutes Annotated （页面存档备份，存于）. West Group. 2007. pp 668, 851, 942.